# マーティン・ンドンゴ＝エバンガ
マーティン・ンドンゴ＝エバンガ（Martin Ndongo Ebanga、1966年3月23日 - 2024年3月6日）は、カメルーンの元ボクサー。
1984年ロサンゼルスオリンピックのボクシングライト級（60kg以下）に出場、準決勝でプエルトリコのルイス・オーティスに敗れて銅メダルを獲得した。1988年ソウルオリンピックにも出場したが2回戦で敗退した。
晩年は水頭症により手術を受けたが、1か月後の2024年3月6日にしゃっくりによりヤウンデ市内の病院に搬送された後に死去した。57歳没。